# Pont de Wheatstone
Un pont de Wheatstone est un instrument de mesure inventé par Samuel Hunter Christie en 1833, puis amélioré et popularisé par Charles Wheatstone en 1843. Il est utilisé pour mesurer une résistance électrique inconnue par équilibrage de deux branches d'un circuit en pont, avec une branche contenant le composant inconnu.

## Description de l'instrument
Le pont est constitué de deux résistances connues R1 et R3, d'une résistance ajustable de précision R2 et d'un galvanomètre VG.
Le potentiel au point de jonction entre R1 et R2 (noté D) est obtenu grâce au pont diviseur de tension et vaut UAC·R2/(R1+R2), où UAC désigne la différence de potentiel aux bornes de la pile. Si nous plaçons entre R3 et le pôle négatif de la pile une résistance inconnue Rx, le potentiel au point de jonction entre R3 et Rx (noté B) vaut UAC·Rx/(R3+Rx).
Ajustons R2 de façon à annuler le courant dans le galvanomètre ; la différence de potentiel aux bornes de celui-ci est donc nulle. En égalant les deux tensions calculées ci-dessus, on trouve :
{\displaystyle R_{x}={{R_{3}\cdot R_{2}} \over {R_{1}}}}
En pratique, le pont de Wheatstone comporte un ensemble de résistances calibrées, de façon à pouvoir mesurer une large gamme de valeurs de Rx avec une seule résistance ajustable ; il suffit de changer le rapport R3/R1.
Par ailleurs, la même technique peut être utilisée pour mesurer la valeur de condensateurs (pont de Sauty) ou d'inductances (pont de Maxwell). On remplace la source de tension continue par une source de tension alternative et la résistance ajustable par un condensateur ou une inductance ajustable. À l'équilibre du pont (courant nul dans le galvanomètre), le rapport des impédances dans la branche réactive est égal au rapport des résistances.

## Utilisation pour les jauges de déformation
Le pont de Wheatstone est également utilisé lors de la mise en œuvre de jauges de déformation.
Une jauge de déformation est basée sur la propriété qu'ont certains matériaux de voir leur conductivité varier lorsqu'ils sont soumis à des contraintes, pressions ou déformations (piézorésistance). Elle permet de fabriquer des capteurs de pression, accélération, etc.
Comme les variations de résistance sont trop faibles pour être directement mesurables, il est nécessaire de faire appel à un montage en pont de Wheatstone.
Alimenté par une source de tension, le pont a, à l'équilibre, une tension UBD nulle, mais la variation de l'une ou l'autre des résistances fait apparaître une tension non nulle. Dans la pratique, plusieurs de ces résistances sont des jauges.
L'intérêt de ce montage est que deux résistances adjacentes agissent en sens opposé et deux résistances opposées agissent dans le même sens. On peut donc réduire les variations parasites (comme la température) et avoir une meilleure précision.
Un capteur à quatre jauges permet d'avoir encore une meilleure précision qu'un capteur à une jauge. Dans la pratique, le nombre de jauges est souvent dicté par la géométrie de la pièce.